# Georg Stetter (Politiker)
 Georg Stetter  (* 10. November 1892 in Wain (Oberschwaben); † 2. Oktober 1962 in Stuttgart) war ein kommunistischer Politiker und Gewerkschafter. 

## Leben
Als Sohn eines Schuhmachers wurde Georg Stetter in der damals streng protestantischen Enklave Wain (Oberschwaben) geboren, wo er die Volksschule besuchte. Die Familie hatte fünf Kinder, die alle zur Arbeitssuche nach Stuttgart gehen mussten. In der aufstrebenden Industriestadt konnte G. Stetter das Handwerk des Lithografen lernen.
Rasch bekam er Kontakt zur Sozialdemokratie. Im August 1907 nahm er am Kongress der Sozialistischen Internationale teil. Als aktiver Antimilitarist gehörte er in Stuttgart zum linken Westmeyer-Flügel. Er musste als Soldat während des Ersten Weltkriegs an der Westfront Dienst leisten. Dort erlebte er die schweren Schlachten, in denen er verwundet wurde. Im Krieg stellte er in einer illegalen Druckerei in den Vogesen Antikriegsflugblätter für den Spartakusbund her, dem er angehörte. 

1919 wurde er KPD-Mitglied und ging für sie in das Ruhrgebiet, dort arbeitete er in der Kruppschen Druckerei in Essen. 1923 wurde er Bezirkssekretär des KJVD für das Ruhrgebiet in Essen. Im Mainzer Kommunistenprozess 1924 wurde er angeklagt und freigesprochen. Georg Stetter stellte sich gegen die neue ultralinke Politik der KPD, wie sie von der Führung um Ruth Fischer und Arkadi Maslow eingeleitet wurde. Am 18. Februar 1925 wurde er wegen Opposition gegen diesen Kurs aus der KPD ausgeschlossen. 1925 kam er nach Stuttgart und in seinen Beruf zurück, wurde Betriebsrat, leistete Bildungsarbeit bei der Gewerkschaftsjugend, der KJVD und bei der Naturfreunde-Jugend. Mit Beginn der Stalinisierung der KPD, begann G. Stetter gegen diese neue Ausrichtung der Partei zu opponieren, so lehnte er die RGO-Politik und Sozialfaschismusthese strikt ab. Er stand für eine Einheitsfront von Kommunisten und Sozialdemokraten gegen die faschistische Gefahr. Im Dezember 1928 wurde er zum zweiten Mal aus der KPD ausgeschlossen. Er trat der Kommunistischen Partei-Opposition bei, in der er bis 1933 aktiv mitgearbeitet hatte, besonders in der Gewerkschafts- und Bildungsarbeit. 
Ab 1933, während der nationalsozialistischen Diktatur, hielt er illegale Verbindung zur KPD(O). Nach 1945 trat er der IG Druck und Papier bei, übernahm wieder Aufgaben als Betriebsrat und engagierte sich in der sozialistischen Bildungsarbeit. Er gehörte zum Kern der Gruppe Arbeiterpolitik.
Seine Brüder David Stetter und Johannes Stetter waren ebenfalls Gewerkschafter und Politiker.